# 許孝炎

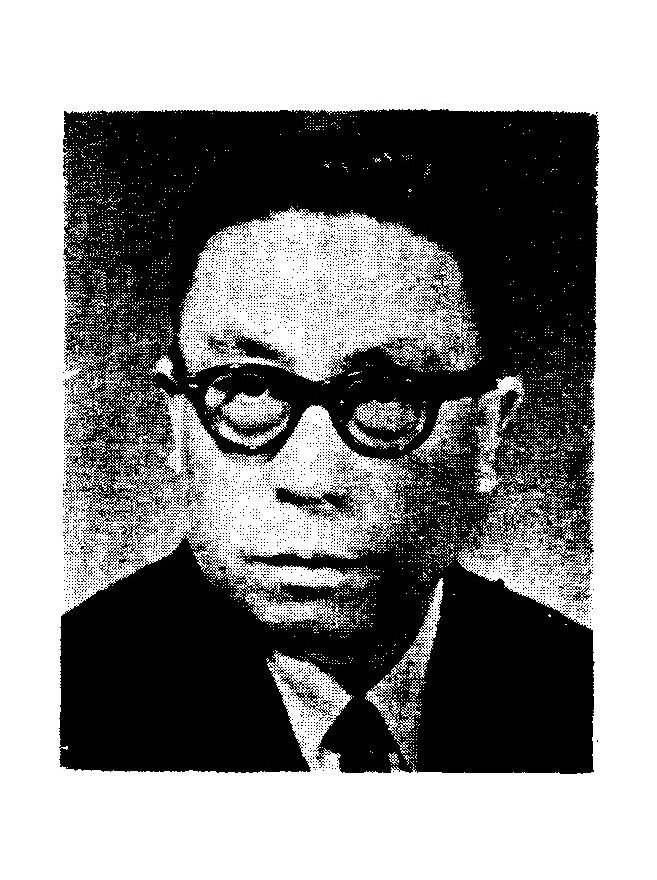
許孝炎近照

許孝炎（1900年9月7日—1980年4月21日），字伯農，湖南沅陵人，中华民国報人，歷任《國民新報》、《上海中央日報》編輯、河北《國民日報》社長、江蘇省第六區行政督察專員、中國國民黨中央宣傳部副部長、天津《民國日報》董事長、國民參政會參政員、立法委員等職。1946年在台創辦《中華日報》。1949年在港創辦《香港時報》。後因病返台，1980年4月21日在台北榮民總醫院病逝。

## 作品
- 《蘇俄及其殖民地》
- 《世界近代史》